# Гай Клавдій Марцелл (консул 49 року до н. е.)
Гай Клавдій Марцелл (лат. Gaius Claudius Marcellus; 92 до н. е. — 48 до н. е.) — політичний та військовий діяч Римської республіки, помпеянець.

## Життєпис
Походив з плебейської гілки роду Клавдіїв. Син Марка Клавдія Марцелла, еділа 91 року до н. е. Про молоді роки мало відомостей. 
У 52 році до н. е. став претором, а у 49 році до н. е. обрано консулом разом з Луцієм Корнелієм Лентулом Крусом. Під час своєї каденції займав непримиренно ворожу до Гая Цезарю позицію та виступав за відкликання його з Галлії. Спільно з колегою та іншими магістратами отримав надзвичайні повноваження, що послужило початком громадянської війни. Не допустив оголошення нумідійського царя Юби I другом й союзником римського народу. З початком громадянської війни Гай Марцелл керував набором війська в Італії, але недостатньо енергійно, тому швидко не зміг вивезти з Риму священну скарбницю. У м. Капуя спільно з Лентулом та Гнеєм Помпеєм прийняв посланців Цезаря. Згодом Марцелл переправив частину армії з Брундізія до Діррахія.
У 49—48 роках до н. е. Марцелл очолив родоський флот помпеянців як проконсул. Але вже у 48 році до н. е. раптово сконав.